# Ignacy Łukasiewicz
Jan Józef Ignacy Łukasiewicz (n. 8 martie 1822, Zaduszniki⁠(d), Imperiul Austriac – d. 7 ianuarie 1882, Chorkówka⁠(d), Austro-Ungaria) a fost un farmacist polonez, unul dintre pionierii industriei petroliere și constructor al unei distilerii de petrol în 1856. Printre alte realizări ale sale se numără descoperirea unei tehnici de distilare a kerosenului din țiței și inventarea lămpii cu kerosen (1853). Łukasiewicz s-a îmbogățit de pe urma invențiilor sale și a devenit un filantrop cunoscut în Galiția.

## Biografie

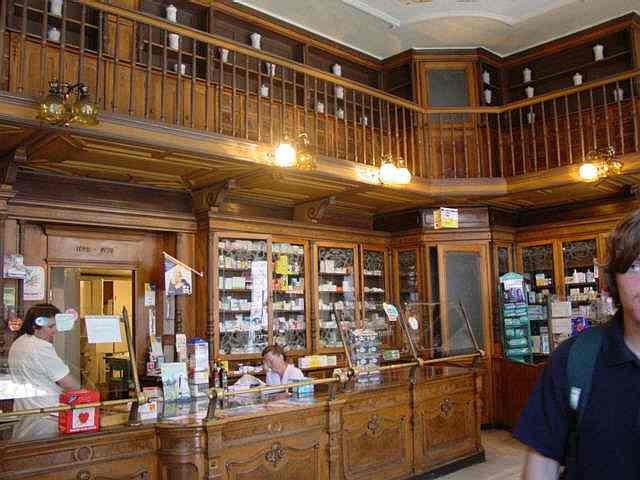
Farmacia lui Mikolasch

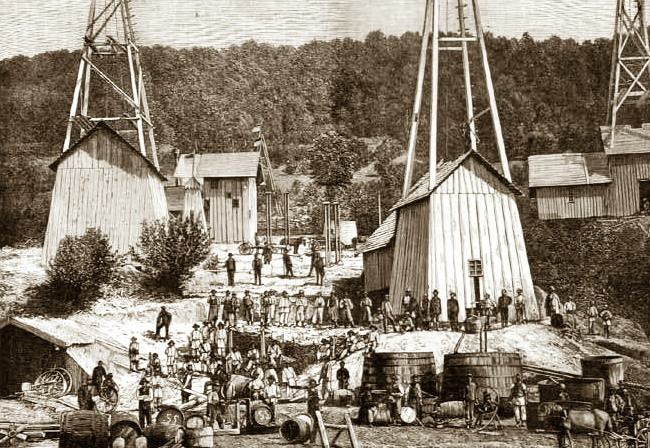
Puțuri petroliere în Galiția

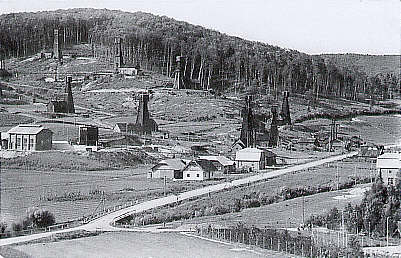
Puțuri petroliere în Grabownica; anii 1930

Ignacy Łukasiewicz s-a născut la 8 martie 1822 la Zaduszniki, lângă Mielec, pe atunci în Imperiul Austriac. Părinții săi au fost Apolonia, născută Świetlik, și Józef Łukasiewicz, intelectual și veteran al revoltei lui Kościuszko. Părinții săi locuiau cu chirie într-o casă din Zaduszniki, dar la scurt timp după nașterea lui Ignacy s-au mutat la Rzeszów din cauza problemelor economice. Acolo, Ignacy a început să învețe la gimnaziu, dar a trebuit să renunțe la studii în 1836. Pentru a-și ajuta părinții, Ignacy Łukasiewicz s-a mutat la Łańcut unde a intrat ca ucenic la un farmacist. Tot atunci s-a implicat în diverse organizații politice care susțineau ideea restaurării suveranității Poloniei. În 1840 a revenit la Rzeszów, unde a continuat să lucreze la farmacia lui Edward Hübl. În 1845 l-a cunoscut pe Edward Dembowski, care l-a introdus pe Łukasiewicz în organizația ilegală Centralizarea Societății Democratice Polone, care avea scopul de a pregăti Revolta din Cracovia împotriva puterilor care divizaseră Polonia. La 19 februarie 1846, Łukasiewicz a fost arestat de autoritățile austriece și închis la Lvov. La 27 decembrie 1847, a fost eliberat din închisoare din lipsă de probe, dar a continuat să fie văzut ca periculos din punct de vedere politic. I s-a cerut să rămână în Lvov.
Acolo, Łukasiewicz s-a angajat la farmacia Pod Złotą Gwiazdą a lui Piotr Mikolasch. La insistențele lui, lui Łukasiewicz i s-a permis să plece din oraș să studieze la universitatea din Cracovia. După câțiva ani de studii, finanțați de Mikolasch, și-a luat toate examenele cu excepția farmacognoziei, ceea ce l-a împiedicat să absolve. El a absolvit în cele din urmă la 30 iulie 1852 facultatea de farmacie de la Universitatea Viena, după care a revenit la Lvov. Łukasiewicz era interesat de potențialul petrolului ca alternativă mai ieftină la uleiul de cașalot. La 31 iulie 1853, Łukasiewicz a dat o lampă cu kerosen unui spital din localitate pentru a fi folosită la iluminatul intervențiilor chirurgicale de urgență.
La începutul lui 1854, Łukasiewicz s-a mutat la Gorlice, unde a continuat să lucreze. A înființat numeroase companii împreună cu alți antreprenori și proprietari de pământ. În același an, el a deschis primul puț petrolier la Bóbrka, lângă Krosno (care în 2006 încă mai funcționa). În același timp, Łukasiewicz și-a continuat lucrul la perfecționarea lămpii cu kerosen. În același an, a pus prima lampă stradală cu kerosen în cartierul Zawodzie din Gorlice. În anii următori, a deschis alte puțuri petroliere, fiecare în colaborare cu alți oameni de afaceri locali. În 1856, la Ulaszowice, lângă Jasło a deschis o distilerie de petrol. Întrucât cererea de kerosen era încă mică, fabrica a produs la început mai mult asfalt și lubrifianți. Rafinăria a ars în 1859, fiind reconstruită la Polanka lângă Krosno în anul următor.
În 1863 Łukasiewicz, mutat la Jasło în 1858, era deja bogat. A susținut deschis Revolta din Ianuarie și a finanțat ajutor pentru refugiați. În 1865 a cumpărat satul Chorkówka împreună cu conacul de acolo, unde a înființat o altă rafinărie de petrol. Cu una dintre cele mai mari averi din Galiția, Łukasiewicz a promovat dezvoltarea industriei petroliere din regiunea orașelor Dukla și Gorlice. A înființat o stațiune balneară la Bóbrka, o capelă la Chorkówka și o mare biserică la Zręcin. Unul dintre cei mai celebri oameni de afaceri ai vremii, a fost ales în sejmul Galiției. În 1877, Łukasiewicz a organizat primul congres al industriei petrolului și a înființat Societatea Națională a Petrolului. Ignacy Łukasiewicz a murit de pneumonie la 7 ianuarie 1882 și a fost înmormântat în micul cimitir din Zręcin, lângă biserica ctitorită de el.

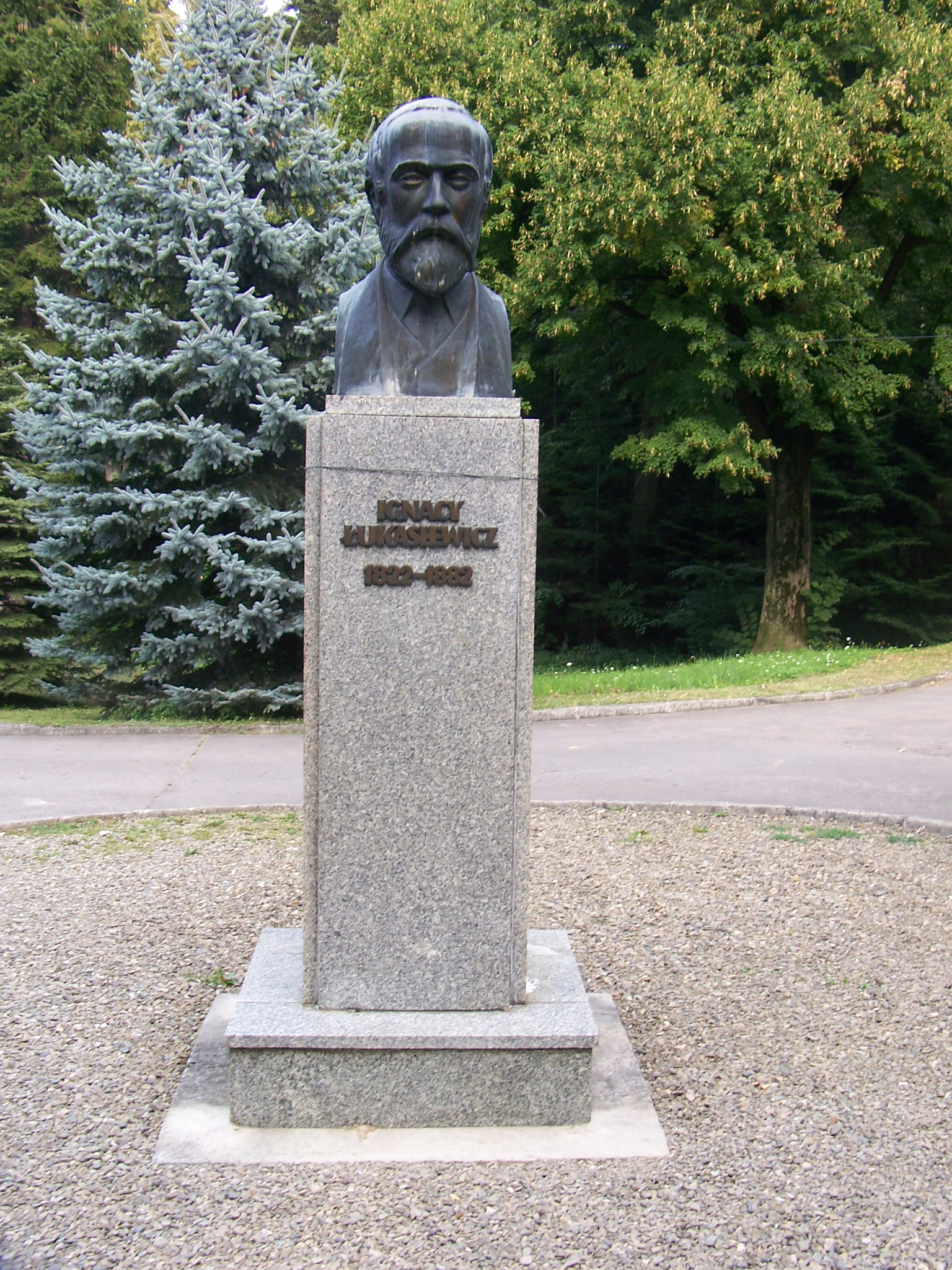
Bustul lui Ignacy în satul Bóbrka, Polonia